# Монте Кастањето (Ређо Емилија)
Монте Кастањето је насеље у Италији у округу Ређо Емилија, региону Емилија-Ромања.
Према процени из 2011. у насељу је живело 27 становника. Насеље се налази на надморској висини од 575 м.